# Автоклавне вилуговування

Спрощена схема отримання глинозему способом Баєра

Схема вилуговування вольфрамових продуктів

Автоклавне вилуговування — різновид вилуговування — спеціального методу збагачення корисних копалин.

## Технологія автоклавного вилуговування
Процес проводять під тиском і при перемішуванні гострою парою в закритій посудині — автоклаві. Автоклавним вилуговуванням переробляють боксити з метою отримання глинозему, а також вольфрамові руди з отриманням вольфрамату натрію. Переваги процесу:
- збільшення швидкості реакцій за рахунок підвищення тиску і температури;

- герметичність апаратури зменшує втрату реаґентів і виключає забруднення навколишнього середовища.

Автоклавне вилуговування протікає за рахунок простого обміну йонами реаґуючих компонентів.

### Технологія автоклавного вилуговування при отриманні глинозему
Отримання алюмінію включає дві основні стадії: виробництво глинозему;
електролітичне отримання алюмінію з глинозему.
Глинозем отримують методом сплавлення або автоклавного вилуговування за способом Баєра.
Алюміній у природі зустрічається тільки у зв'язаному стані у формі власне алюмінієвих мінералів і силікатних порід. Переробці, як правило, піддають боксити, що містять, в основному, діаспор, беміт, гідраргіліт. Вилуговування бокситів ведуть лужними розчинами.

### Технологія автоклавного вилуговування вольфраму
Основні типи вольфрамових родовищ — вольфраміт-кварцові жили і скарнові шеєлітові родовища. Вміст вольфраму в рудах від десятих часток до 1,5 %. Складність складу і невисокий вміст утруднюють отримання кондиційних концентратів з високим вилученням. Застосування автоклавного вилуговування дозволяє підвищити ефективність процесу. Цей процес уперше розроблений в СРСР І. М. Масленицьким і В. С. Сирокомським.
Переведення вольфраму з концентрату в розчин здійснюється внаслідок взаємодії розчину соди з вольфраматом кальцію CaWO4 (шеєлітом) при температурі 170–250 °C.